# 11.ª Divisão de Infantaria (Alemanha)
A 11ª Divisão de Infantaria foi uma divisão da Alemanha na Segunda Guerra Mundial, sendo parte do exército permanente em 1939.

## Linhagem
- Wehrgauleitung Allenstein
- Infanterieführer I
- 11ª Divisão de Infantaria

## Campanhas
- Polônia (Setembro 1939 - Maio 1940)
- França (Maio 1940 - junho 1941)
- Frente Oriental, setor norte (Junho de 1941 - Agosto 1943)
- Grécia (Agosto 1943 - Setembro 1943)
- Frente Oriental, setor norte (Setembro 1943 - Outubro 1944)
- Bolso de Kurland (Outubro 1944 - maio 1945)

## História
A unidade foi criada em outubro de 1934 em Allenstein, sendo originalmente conhecida como Wehrgauleitung Allenstein. Pouco tempo depois de a unidade ter sido criada, foi dado o nome de Infanterieführer I.
As unidades orgânicas regimental desta divisão foram formados pela expansão do 2. (Preußisches) Infanterie Regiment do 1.Division da Reichswehr.
Ela foi formada principalmente por soldados da Prússia e Renânia.
Quando a Wehrmacht foi criada em 15 de outubro de 1935, o nome Infanterieführer I foi abandonado e esta unidade se tornou oficialmente conhecido como o 11ª Divisão de Infantaria.
A 11ª Divisão de Infantaria participou na campanha da Polônia em 1939 como parte de 3.Armee, Heeresgruppe Nord.
Ele desempenhou um papel menor na campanha da França em 1940, e participou na primeira parte da invasão da União Soviética em junho de 1941 sob 1.Armeekorps, XVIII.Armee, Heeresgruppe Nord. Notavelmente, a divisão tomou parte na rápida limpeza dos Estados bálticos, e mais tarde nas duras batalhas em torno. Foi uma unidade fundamental do cerco em torno de Leningrado, a divisão foi uma ferramneta importante na exploração da ofensiva soviética em 1943 a sul do Lago Ladoga, onde sofreu pesadas baixas.
Foi retirada do fronte para repouso e reabilitação na Grécia, em finais 1943. Descansados, a Divisão foi enviada novamente à Leningrado para o setor onde havia lutado na Batalha de Narva, e foi envolvida na retirada geral deste campo para o oeste da Letônia. A Divisão se tornou uma das unidades cercadas do Heeresgruppe Nord, em Kurland, quando os soviéticos penetraram no mar Báltico no final do Outono de 1944, dizimando a divisão. Permaneceu uma "brigada de incêndio" do fronte em Kurland até 30 de abril de 1945, quando foi evacuada de Kurland para o que restou do Reich, juntamente com a 14ª Divisão Panzer.

## Organização

### Composição Geral
- Regimento de Infantaria 2
- Regimento de Infantaria 23
- Regimento de Infantaria 44
- Regimento de Artilharia 11
- Aufklärung-Abteilung 11
- Panzer-Jäger-Abteilung 11
- Pionier-Bataillon 11
- Nachrichten-Abteilung 11
- Felderstatz-Bataillon 11

## Comandantes
- Generalleutnant Günther von Niebelschütz (1 Outubro 1935 - 1 Abril 1937)
- General de Infantaria Max Bock (1 Abril 1937 - 23 Outubro 1939)
- General de Infantaria Herbert von Böckmann (23 Outubro 1939 - 26 Janeiro 1942)
- General de Artilharia Siegfried Thomaschki (26 Janeiro 1942 - 7 Setembro 1943)
- Generalleutnant Karl Burdach (7 Setembro 1943 - 1 Abril 1944)
- Generalleutnant Hellmuth Reymann (1 Abril 1944 - 18 Novembro 1944)
- Generalleutnant Gerhard Feyerabend (18 Nov 1944 - 8 maio 1945)

## Mesa Diretora de Operações (IA)
- Major Lothar Schaefer (26 Agosto de 1939 a 5 Fevereiro 1940)
- Oberstleutnant Karl-Heinz Mürau (5 Fevereiro 1940 - 8 Outubro 1942)
- Oberstleutnant Ernst-Friedrich Langenstraß (8 Outubro 1942 - 10 Setembro 1944)
- Major Börries Freiherr von Hammerstein-Gesmold (15 Outubro 1944 - 10 Janeiro 1945)
- Major Dieter Schwarz (? 1945 -? 1945)

## Serviço de Guerra
| Data            | Corpo   | Exército              | Grupo do Exército | Espaço                      |
| --------------- | ------- | --------------------- | ----------------- | --------------------------- |
| Set 39          | I       | 3. Armee              | Norte             | Prússia Oriental, Polônia   |
| Dez 39          | Reserva | 6. Armee              | B                 | Niederrhein                 |
| Jan 40 - Mai 40 | Reserva | 6. Armee              | B                 | Nirderrhein, Bélgica, Lille |
| Jun 40          | I       | 4. Armee              | B                 | Somme, Loire                |
| Jul 40 - Ago 40 | I       | 7. Armee              | B                 | Atlântico                   |
| Set 40 - Out 40 | Reserva | 7. Armee              | B                 | Atlântico                   |
| Nov 40 - Fev 41 | XXXI    | 7. Armee              | D                 | Atlântico                   |
| Fev 41          | Reserva | 18. Armee             | B                 | Prússia Oriental            |
| Abr 41          | I       | 18. Armee             | B                 | Prússia Oriental            |
| Mai 41          | I       | 18. Armee             | C                 | Prússia Oriental            |
| Jun 41 - Ago 41 | I       | 18. Armee             | Norte             | Prússia Oriental - Volkhov  |
| Set 41 - Nov 41 | I       | 16. Armee             | Norte             | Volkhov - Ladoga            |
| Dez 41 - Abr 42 | I       | 18. Armee             | Norte             | Volkhov - Ladoga            |
| Mai 42 - Jan 43 | XXVIII  | 18. Armee             | Norte             | Volkhov - Ladoga            |
| Fev 43 - Set 43 | XXVI    | 18. Armee             | Norte             | Volkhov - Ladoga            |
| Out 43 - Jan 44 | LIV     | 18. Armee             | Norte             | Leningrado                  |
| Fev 44          | L       | 18. Armee             | Nord              | Pleskau                     |
| Mar 44 - Mai 44 | XXVI    | Armee-Abteilung Narwa | Norte             | Narva                       |
| Jun 44          | XXXXIII | Armee-Abteilung Narwa | Norte             | Narva                       |
| Jul 44 - Set 44 | III. SS | Armee-Abteilung Narwa | Norte             | Narva, Pernau, Riga         |
| Out 44 - Nov 44 | I       | 18. Armee             | Norte             | Courland                    |
| Dez 44          | X       | 18. Armee             | Norte             | Courland                    |
| Jan 45          | I       | 18. Armee             | Norte             | Courland                    |
| Fev 45          | II      | 18. Armee             | Kurland           | Courland                    |
| Mar45 - Abr 45  | L       | 18. Armee             | Kurland           | Courland                    |